# Miraki
Koordinaten: 35° 26′ N, 47° 18′ O
Miraki, persisch ميركي Mīrakī ist ein Dorf im nordwestlichen Iran in der Provinz Kordestān, etwa 450 km westlich von Teheran. Es liegt im Zāgros-Gebirge im kurdischen Siedlungsgebiet auf etwa 1885 m Höhe und hatte 2006 beim Zensus 687 Einwohner in 154 Familien. Die flache bis hügelige Umgebung besteht weitgehend aus Grasland. Gemäß der Klimaklassifikation nach Köppen und Geiger befindet sich Miraki im subtropischen Mittelmeerklima mit heißen Sommern.